# Dendrolycopodium
Genre
Dendrolycopodium est un genre de plantes de la famille des Lycopodiaceae.

## Espèces
- Dendrolycopodium dendroideum
- Dendrolycopodium hickeyi
- Dendrolycopodium juniperoideum
- Dendrolycopodium obscurum